# والي ويلسون
والي ويلسون (بالإنجليزية: Wally Wilson)‏ هو منتج أسطوانات وكاتب أغاني أمريكي، ولد في 19 سبتمبر 1947 في دالاس في الولايات المتحدة.

## وصلات خارجية
- الموقع الرسمي
- والي ويلسون على موقع IMDb (الإنجليزية)
- والي ويلسون على موقع ميوزك برينز (الإنجليزية)
- والي ويلسون على موقع ميوزك برينز (الإنجليزية)
- والي ويلسون على موقع أول ميوزيك (الإنجليزية)
- والي ويلسون على موقع ديسكوغز (الإنجليزية)